# Kamet
Kamet je hora v Himálaji, ležící na území indického státu Uttarákhand. Hora má tvar pyramidy a její nejvyšší vrchol dosahuje výšky 7756 m n. m., což z ní dělá devětadvacátou nejvyšší horu světa. Přestože se první pokusy o výstup datují k roku 1855, první úspěšný výstup proběhl až v roce 1931. Vrcholu tehdy dosáhli tři Angličané – Frank Smythe, Eric Shipton a R. L. Holdsworth – spolu se šerpou. V té době se Kamet stal nejvyšším zlezeným vrcholem, jímž zůstal po dobu pěti let (do prvovýstupu na Nandá Déví v roce 1936). Druhý úspěšný výstup proběhl až v roce 1955. Vrcholu tehdy dosáhlo pět horolezců. V roce 2008 byla poprvé překonána jihovýchodní stěna hory, a to japonskými horolezci Keiem Tanigučim a Kazujou Hiraidem. Později byla francouzským týmem zlezena též jihozápadní stěna.